# 坪山路
坪山路是中国泉州市的主干道，呈南北走向，全长约4.2公里，宽约46-62米。北起东湖街仕公岭立交，南至江滨北路沉洲立交，全线不分段。该路为泉州市区重要的城市主干道及过境道路，现时为泉州内环路及324国道泉州段的组成部分。沿线与泉秀街相交处的泉州客运中心站，为泉州乃至闽南地区重要的客运站之一。

## 概况
- 坪山路的“坪山”二字，取自道路北段附近的大坪山。
- 从津淮街口街至江滨北路段，该路与沈海高速沉洲高架桥平行，但二者之间无法互通。

## 历史
- 1997年5月1日，坪山路首通段（仕公岭-宝洲街）开工，由市公路局工程处、省第一公路工程公司等承建
- 1997年11月30日，首通段竣工。初期规格仅双向4车道，并于坪山泉秀街口设置环岛一座。[1]
- 2004年6月21日，因大坪山隧道开工建设，为避免车流冲突，坪山丰泽街口亦同步实行下穿化改造[2]。
- 2005年2月1日，坪山下穿道通车。[3]
- 2007年3月10日，因内环路建设需要，坪山高架及坪山路后通段（宝洲街-江滨北路）开工建设。高架段起点妙云街口，横跨泉秀街、宝洲街，终至江滨北路，双向4车道。[4]。
- 2008年1月21日，坪山高架及坪山路后通段作为内环路全线的一部分开通，坪山路至此全线通车[5]
- 2011年2月16日，为缓解坪山津淮街口交通拥堵，津淮高架（坪山新高架）开工，与旧高架规格一致，同为双向4车道。[6]11月20日，津淮高架建成通车。[7]

## 道路规格
- 仕公岭至湖心街：双向6车道。
- 湖心街至农校：双向主路、辅道4车道
- 农校至宝洲街：双向主路4车道、辅路6车道
- 宝洲街至江滨北路：双向主路、辅道4车道

## 交汇道路
由北往南：
- 北迎宾大道
- 东湖街
- 湖心街
- 丰泽街
- 田淮街
- 津淮街
- 妙云街
- 霞淮街
- 泉秀街
- 董埭路
- 宝洲街
- 江滨北路

## 沿线设施
- 大坪山公园
- 泉州农校
- 泉州职业技术大学中营校区
- 泉州客运中心站

## 途经公交
- 2路、4路、6路、11路、14路、15路、20路、22路、29路、30路、35路
37路、42路、44路、55路、K307路、K308路、K605路、K702路、K902路。

## 未来发展
- 由于坪山路南端已由立交桥接入刺桐大桥，故无继续向南延伸过江的计划
- 坪山路北段受仕公岭立交影响而顺接北迎宾大道，亦无向北延伸的计划。